# Parafia Trójcy Świętej w Oleśnicy
Parafia Trójcy Świętej w Oleśnicy – greckokatolicka parafia w Oleśnicy, istniejąca od 1988. 